# Daniel Finkelstein, Baron Finkelstein

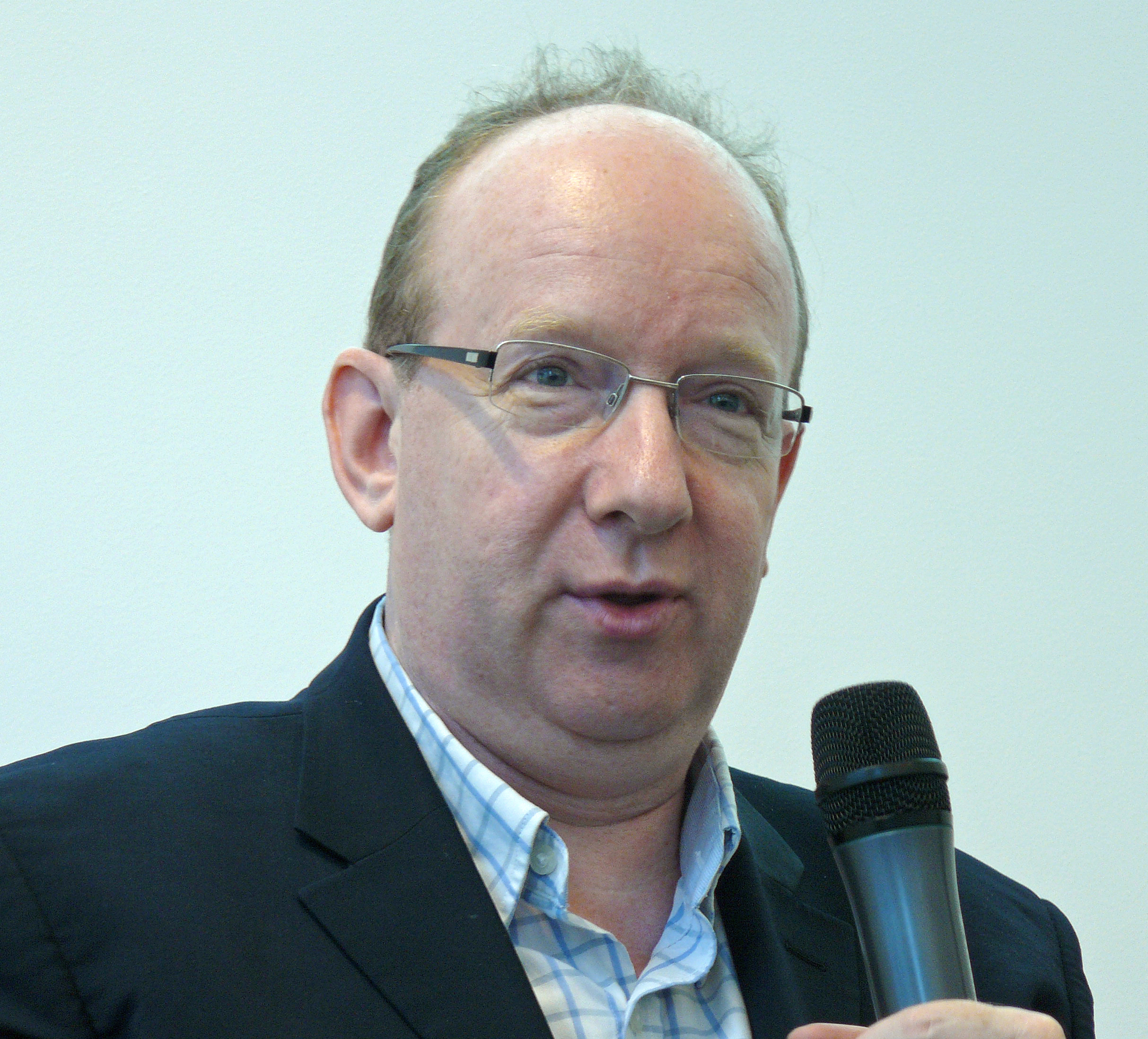
Daniel William Finkelstein, 2012

Daniel William Finkelstein, Baron Finkelstein OBE (* 30. August 1962 in London) ist ein britischer Journalist und Politiker der Conservative Party. Seit September 2013 ist er als Life Peer Mitglied des House of Lords.

## Leben

### Familie und Ausbildung
Daniel Finkelstein stammt aus einer jüdischen britischen Familie. Sein Großvater mütterlicherseits war der Potsdamer Publizist und Aktivist Alfred Wiener; er gründete die Wiener Library. Sein Vater Ludwik Finkelstein OBE war Professor für Ingenieurwissenschaften, Steuerungs- und Messtechnik (Measurement and Instrumentation) an der City University London; er starb 2011. Seine Mutter Mirjam Finkelstein (* 1933) wurde als Mirjam Wiener in Berlin geboren. Sie wuchs in Amsterdam auf, wohin ihre Familie nach der nationalsozialistischen Machtergreifung geflohen war. Dort besuchte sie, wie Anne Frank, die Montessori-Schule in der Niersstraat. Im Juni 1943 wurde sie in das KZ Westerbork deportiert, später dann in das KZ Bergen-Belsen. Im Januar 1945 kam sie mit Hilfe eines gefälschten Ausweises der Republik Paraguay im Rahmen eines Gefangenenaustauschs des Schweizer Roten Kreuzes frei und emigrierte über die Schweiz im Frühjahr 1945 in die Vereinigten Staaten. Nach Kriegsende siedelte sie nach London über.
Daniel Finkelstein besuchte die Hendon Preparatory School und die University College School. Er studierte von 1980 bis 1983 Wirtschaftswissenschaften und Politikwissenschaften (Economics and Politics) an der London School of Economics. Dort schloss er 1984 mit einem Bachelor of Science (BSc) und 1986 mit einem Master of Science (MSc) ab.

### Berufslaufbahn als Journalist
Finkelstein arbeitete in verschiedenen Positionen im Verlagswesen. Von 1987 bis 1992 war Finkelstein Editor bei dem Informations- und Medienunternehmen VNU Business Publications. Von 1989 bis 1992 war er Herausgeber von Connexion, der ersten Internetzeitung in Großbritannien. Anschließend war er von 1992 bis 1995 Direktor der Denkfabrik Social Market Foundation. Während seiner Amtszeit dort holte er den New York Police Commissioner William Bratton als Experten nach London; dieser unterwies britische Politiker in US-amerikanischen Polizeistrategien und Verbrechensbekämpfung.
Im August 2001 trat Finkelstein der britischen Tageszeitung The Times bei. Von März 2004 bis Juni 2008 war er „Comment Editor“ bei der Times. Im Juni 2008 wurde er „Chief Leader Writer“. Im September 2006 führte er einen täglichen Blog bei der Times ein: The Times Comment Central. Seit Januar 2010 ist er Chefherausgeber (Chief Executive Director) dieser Zeitung. Er ist außerdem regelmäßig als Kolumnist für die britische Wochenzeitung The Jewish Chronicle tätig.

## Politik
Finkelstein war von 1981 bis 1990 Mitglied der Social Democratic Party (SDP). 1983 wurde er Chairman der Young Social Democrats, der Nachwuchsorganisation der SDP, nachdem sein Vorgänger Keith Toussaint im Wahlkampf zu den Britischen Unterhauswahlen 1983 zur Conservative Party übergewechselt war. In der Folgezeit wurde Finkelstein zum Vertreter (Youth representative) der Young Social Democrats im National Committee der SDP gewählt. Bei den Britischen Unterhauswahlen 1987 trat er erfolglos für die SDP/Alliance als Kandidat im Wahlkreis Brent East an.
Finkelstein war ein enger Weggefährte und Berater von David Owen, dem Vorsitzenden der SDP. Finkelstein gehörte zu den Gegnern eines Zusammenschlusses der SDP mit der Liberal Party; Finkelstein gehörte auch zu der Minderheit, die 1988 die Fusion von SDP und Liberal Party zu den Liberal Democrats nicht mit vollzogen. Finkelstein trat schließlich, nach Owens Rückzug aus der Politik, der Conservative Party bei.
Von 1995 bis 1998 war Finkelstein Direktor des Conservative Research Department. Von 1999 bis 2001 leitete er die Stabsstelle des Central Conservative Office. Er war Berater von Premierminister John Major und nahm an Kabinettssitzungen teil. Finkelstein gehörte in dieser Zeit bereits zu den Mitgliedern der Conservative Party, die eine Modernisierung und Öffnung der Partei forderten. Von 1997 bis 2001 war er Politischer Berater des Oppositionsführers William Hague und, gemeinsam mit George Osborne, Sekretär des Schattenkabinetts.
Bei den Britischen Unterhauswahlen 2001 trat Finkelstein erfolglos für die Conservative Party im Wahlkreis Harrow West an.

## Mitgliedschaft im House of Lords
Am 1. August 2013 wurde bekanntgegeben, dass Finkelstein zum Life Peer ernannt und für die Conservative Party Mitglied des House of Lords werden solle. Er wurde als sog. „Working Peer“ berufen. Am 11. September 2013 wurde er als Life Peer zum Baron Finkelstein, of Pinner in the County of Middlesex, erhoben und ist damit seither Mitglied des House of Lords. Am 24. Oktober 2013 wurde er, mit Unterstützung von David Owen, Baron Owen und Sebastian Coe, Baron Coe, offiziell ins House of Lords eingeführt.

## Auszeichnungen und Ehrungen
Im August 1997 wurde Finkelstein zum Officer des Order of the British Empire ernannt. 2011 erhielt er den „Political Studies Association 2011 Journalist of the Year Award“.
2011 erhielt Finkelstein die Ehrendoktorwürde als „Doctor of Science honoris causa“ der City University London.